# Puig de la Cabrafiga
El Puig de la Cabrafiga de 614 metres, és una muntanya de la Serralada Prelitoral, contrafort meridional de la serra de Llaberia.
Al cim podem trobar-hi un vèrtex geodèsic (referència 258142001)
Aquest cim està inclòs al llistat dels 100 cims de la FEEC.

## Particularitats
Aquest muntanya isolada de perfil triangular és ben visible a l'horitzó des de gairebé tota la part costanera del Baix Camp.
El puig de la Cabrafiga està situat al terme de Pratdip, comarca del Baix Camp, aproximadament a l'est d'aquest poble. Té 614 metres d'altitud. A prop del coll de Meners es troben les restes d'un assentament ibèric, després convertit en fortificació contra la pirateria, anomenat castellet de la Muga. També hi ha unes antigues mines als voltants del mateix lloc.